# Apanteles camachoi
Apanteles camachoi är en stekelart som beskrevs av Silva Figueroa 1917. Apanteles camachoi ingår i släktet Apanteles och familjen bracksteklar. Inga underarter finns listade i Catalogue of Life.